# Азональні ґрунти
Азона́льні ґрунти́ (неповні ґрунти) — в класифікаціях В. В. Докучаєва та М. М. Сибірцева утворення, перехідні між гірською породою і власне ґрунтами. В сучасних класифікаціях азональні ґрунти подаються в комплексі з зональними ґрунтами, оскільки доведено, що вони також мають зональні риси.